# Рейтинги Американского института киноискусства
В рамках празднования столетнего юбилея кино Американский институт киноискусства подготовил цикл из нескольких тематических рейтинговых списков, включивших фильмы американского кинематографа.

## Списки цикла
- 1998: 100 лет… 100 фильмов
- 1999: 100 лет… 100 звезд
- 2000: 100 лет… 100 комедий
- 2001: 100 лет… 100 триллеров
- 2002: 100 лет… 100 страстей
- 2003: 100 лет… 100 героев и злодеев
- 2004: 100 лет… 100 песен
- 2005: 100 лет… 100 киноцитат
- 2005: 100 лет… 100 саундтреков
- 2006: 100 лет… воодушевляющих фильмов
- 2006: 100 лет… 100 мюзиклов
- 2007: 100 фильмов, 10-я юбилейная редакция
- 2008: 100 жанровых фильмов